# Matthew Lewis (auteur)
Matthew Gregory Lewis (Londen, 9 juli 1775 – 14 mei 1818) was een Engels schrijver. Hij schreef in een tijdsbestek van nog geen tien weken tijd de gothic novel The Monk, waarmee hij meteen opgemerkt werd.
Lewis, die bestemd was voor een carrière als diplomaat, verbleef in 1794 tien weken in Den Haag waar hij inspiratie kreeg om de gothic novel The Monk te schrijven. Nog voor hij terugkeerde naar Engeland was hij ermee klaar. Hij was destijds nog geen twintig jaar oud. Het boek beschrijft de neerwaartse spiraal waarin het leven van een sadistische, op seks beluste monnik genaamd Ambrosio terechtkomt. Het verhaal staat daarbij bol van niet alleen sadisme, maar bevat tevens magie, seksuele activiteiten binnen de muren van een klooster, een verbond met Satan, een verkrachting, nonnen die een meisje mishandelen en incest, en verwerkt er ook tot de verbeelding sprekende elementen in als de wandelende Jood en de Spaanse Inquisitie.
The Monk werd een jaar na zijn eerste publicatie verboden, waarop Lewis een nieuwe, gekuiste versie uitbracht. Daarin bleven de thema's uit het boek niettemin overeind. Het boek zorgde voor heel wat opschudding, zowel door de schokkende inhoud als vanwege het gegeven dat een geestelijke het boosaardige hoofdpersonage in het verhaal is. Hierdoor was Lewis' naam wel direct bekend bij zowel voor- als tegenstanders. Na een periode van enkele jaren in de politiek, waarvoor hij eigenlijk studeerde, besloot Lewis zich liever met literatuur bezig te houden. Daarop ging hij verder met het schrijven van proza, maar ook met vertalen en het schrijven voor toneel.
Lewis was lid van het parlement van 1796 tot 1802. Zijn vader liet hem aanzienlijke overzeese bezittingen en grote rijkdom na. In 1815 bezocht hij zijn Caraïbische bezittingen voor het eerst. Het jaar erna ging hij op bezoek bij Percy en Mary Shelley in Zwitserland. In 1817 vertrok hij naar Jamaica met de bedoeling de levensomstandigheden van zijn slaven te verbeteren. Hij bezat er twee plantages met samen meer dan 500 slaven. Op de terugreis naar Engeland overleed hij echter aan een tropische koorts.